# Motown 25: Yesterday, Today, Forever
«Motown 25: Yesterday, Today, Forever» (з англ. Мотаун 25: Вчора, Сьогодні, Назавжди) — американська спеціальна програма присвячена 25 річчю записуючої компанії Motown Records. Знята 25 Березня 1983 року (у Pasadena Civic Auditorium in Pasadena, California).

## Знімальна група
- Режисер: Дон Мішер;
- Продюсер: Сюзанн Де Пассі;
- Дистриб'ютери(розповсюджувачі): MGM/UA Home Video (VHS/Laserdisc), Starvista Entertainment/Time Life (DVD).

## Виступи
- Лайонел Річі(співак) і The Commodores(група);
- Марвін Гей(співак);
- Мері Віллс(співачка) і Марта Рівіс(співачка);
- Майкл Джексон(співак) і The Jackson 5(група);
- The Miracles(група);
- Стів Вандер(співак);
- Діана Росс (співачка) і The Supremes(група);
- The Temptations(група) і Four Tops(група).